# RAB3IL1
RAB3IL1 (англ. RAB3A interacting protein like 1) – білок, який кодується однойменним геном, розташованим у людей на 11-й хромосомі. Довжина поліпептидного ланцюга білка становить 382 амінокислот, а молекулярна маса — 42 637.
| 10         |  | 20         |  | 30         |  | 40         |  | 50         |
| ---------- |  | ---------- |  | ---------- |  | ---------- |  | ---------- |
| MWSGPPQPDQ |  | GLPPPLAAVP |  | VPWKSTDPCQ |  | GHRESPGALV |  | ETSAGEEAQG |
| QEGPAAAQLD |  | VLRLRSSSME |  | IREKGSEFLK |  | EELHRAQKEL |  | KLKDEECERL |
| SKVREQLEQE |  | LEELTASLFE |  | EAHKMVREAN |  | MKQAASEKQL |  | KEARGKIDML |
| QAEVTALKTL |  | VITSTPASPN |  | RELHPQLLSP |  | TKAGPRKGHS |  | RHKSTSSTLC |
| PAVCPAAGHT |  | LTPDREGKEV |  | DTILFAEFQA |  | WRESPTLDKT |  | CPFLERVYRE |
| DVGPCLDFTM |  | QELSVLVRAA |  | VEDNTLTIEP |  | VASQTLPTVK |  | VAEVDCSSTN |
| TCALSGLTRT |  | CRHRIRLGDS |  | KSHYYISPSS |  | RARITAVCNF |  | FTYIRYIQQG |
| LVRQDAEPMF |  | WEIMRLRKEM |  | SLAKLGFFPQ |  | EA         |  |            |

A: Аланін

C: Цистеїн

D: Аспарагінова кислота

E: Глутамінова кислота

F: Фенілаланін

G: Гліцин

H: Гістидин

I: Ізолейцин

K: Лізин

L: Лейцин

M: Метіонін

N: Аспарагін

P: Пролін

Q: Глутамін

R: Аргінін

S: Серин

T: Треонін

V: Валін

W: Триптофан

Кодований геном білок за функцією належить до фосфопротеїнів. 
Задіяний у таких біологічних процесах, як транспорт, транспорт білків, альтернативний сплайсинг. 